# اچ‌ام‌اس تانت (اچ۲۹)
اچ‌ام‌اس تانت (اچ۲۹) (به انگلیسی: HMS Thanet (H29)) یک کشتی بود که طول آن ۲۷۶ فوت (۸۴ متر) بود. این کشتی در سال ۱۹۱۸ ساخته شد.